# 746
El 746 (DCCXLVI) fou un any comú començat en dissabte del calendari julià.

## Esdeveniments
- Pipí el Breu, únic rei dels francs
- Fi del reialme dels alamans
- Pesta a Sicília i l'Imperi Romà d'Orient
- Un gran terratrèmol sacseja l'Orient Pròxim (data discutida).[1]